# Bocage, o Triunfo do Amor
Bocage, o Triunfo do Amor é um filme brasileiro e português de 1997, dos gêneros cinema poético e drama biográfico, dirigido por Djalma Limongi Batista.

## Sinopse
Filme inspirado na vida, obra e lenda do poeta português Manuel Maria Barbosa du Bocage, símbolo libertário da sexualidade dos países de língua portuguesa. Em um painel que abrange poemas de todos os gêneros, o filme abre com o episódio baseado no poema que conta a história da bela e requintada cortesã Manteigui que, ao apaixonar-se pelo poeta indomável, acaba redimindo-se no amor. Também é narrado o episódio baseado na poesia que conta a história de duas amigas, Olinda e Alzira, seduzidas e enganadas por Bocage disfarçado. Há o episódio da morte de Josimo, fiel amigo de Bocage, no qual o poeta canta a saudade, sentimento maior da lírica da língua portuguesa.

## Elenco
| Ator/Atriz                   | Personagem             |
| ---------------------------- | ---------------------- |
| Victor Wagner                | Bocage                 |
| Viétia Zangrandi             | Manteigui              |
| Majô de Castro               | Alzira                 |
| Lineu Dias                   | Marido de Manteigui    |
| Francisco Farinelli          | Josino                 |
| Eugénia Melo e Castro        | Liberdade              |
| Ana Maria Nascimento e Silva | Érato, a musa do poeta |
| Malu Pessin                  | Bocageana              |
| Diaulas Ullysses             | Frade                  |
| Denis Victorazo              | Frade                  |
| Cristina Marinho             |                        |

## Crítica
O núcleo do elenco e da equipe técnica do filme é toda da montagem teatral de "Calígula", seu primeiro trabalho. Rodado em diversos estados brasileiros e em Portugal, Bocage é o primeiro filme brasileiro em Dolby System Digital, processado nos estúdios Pinewood, Inglaterra. É também notável pois, desde "A Idade da Terra" de Glauber Rocha, não se filmava no formato CinemaScope no Brasil. É ainda o primeiro filme da Comunidade dos Países de Língua Portuguesa. Segundo o crítico Luiz Zanin Oricchio, do jornal O Estado de S. Paulo, "(…) sobra no filme, com folga, o mérito de ser um extraordinário e belo hino de louvor à língua portuguesa(…) é o protótipo do cinema sensorial, livre, poético, que ensaia um olhar novo sobre o mundo".
Após sua exibição no Festival de Sundance,  o crítico Glenn Lovell, da revista americana Variety, recebeu positivamente a obra:  "Brilhantemente filmado, audaciosamente projetado (...), um filme biográfico único rastreia o poeta português titular no exílio por meio de quadros estilizados e versos irônicos."

## Prêmios
- O filme recebeu o Prêmio Especial do Júri no Festival de Gramado de 1997 [3].
- Juntamente com "Central do Brasil", participou do Festival Sundance de Cinema de 1998, recebendo elogiadas críticas da imprensa.